# Ибате
Ибате (порт. Ibaté) — муниципалитет в Бразилии, входит в штат Сан-Паулу. Составная часть мезорегиона Араракара. Входит в экономико-статистический микрорегион Сан-Карлус. Население составляет 32 105 человек на 2006 год. Занимает площадь 289,544 км². Плотность населения — 110,9 чел./км².
Праздник города — 24 июня.

## История
Город основан 29 января 1893 года.

## Статистика
- Валовой внутренний продукт на 2003 составляет 259.749.538,00 реалов (данные: Бразильский институт географии и статистики).
- Валовой внутренний продукт на душу населения на 2003 составляет 8.800,00 реалов (данные: Бразильский институт географии и статистики).
- Индекс развития человеческого потенциала на 2000 составляет 0,790 (данные: Программа развития ООН).

## География
Климат местности: горный тропический. В соответствии с классификацией Кёппена, климат относится к категории Cwa.